# Priska von Martin
Priska von Martin (* 2. März 1912 in Freiburg im Breisgau als Dominika Martha Margarethe Priska von Martin; † 12. März 1982 in München) war eine deutsche Bildhauerin und Zeichnerin sowie Schülerin und Ehefrau des Bildhauers Toni Stadler. Nach ihrer Heirat benutzte sie ihren Mädchennamen weiter als Künstlernamen.

## Leben
Priska von Martin kam aus einer wohlhabenden Familie. Ihre Eltern waren Alfred Wilhelm Otto von Martin aus Rothenburg/Niederlausitz (* 24. Juli 1882 in Berlin; † 11. Juni 1979 in München) und Hilda von Martin, geb. Landschütz, aus Gotha (* 1885; † unbekannt). Sie war das mittlere von drei Kindern. Die Ehe der Eltern wurde 1933 geschieden. 1937 heiratete der Vater in zweiter Ehe Susanne Schröder aus Zeitz (* 1913; † unbekannt). Aus dieser Ehe stammte Priska von Martins Bruder Gregor von Martin (* 22. April 1943 in München; † 10. September 2012 in München). Er war Architekt. Sein Nachlass ging an eine gemeinnützige Stiftung.
Die Familie von Martin führte ein finanziell unabhängiges Leben. Der Vater Alfred von Martin war ein namhafter Soziologe und Historiker. Er hatte von seinem Vater Friedrich von Martin ein beträchtliches Vermögen geerbt, das ihm und seiner Familie ein komfortables Leben ermöglichte. Die Stationen seiner wissenschaftlichen Laufbahn prägten das Leben der Familie. Das erste Kind, der Sohn Detlef, kam während der Forschungen für Alfred von Martins Doktorarbeit in Geschichte 1911 in Florenz zur Welt. Die Tochter Priska wurde 1912 in Freiburg geboren, wo ihr Vater an der Universität Vorlesungen bei Friedrich Meinecke besuchte und seine Promotion zum Dr. phil. bei Heinrich Finke ablegte. Priska von Martin verbrachte ihre ersten drei Lebensjahre in Freiburg, die Familie lebte in der Rosenau 7. Ihr Geburtstag wurde lebenslang am 3. März gefeiert. Geboren ist sie aber laut Angaben im Freiburger Meldeschein und auch dem Standesamtsregister, am 2. März 1912. Mit Beginn des Ersten Weltkriegs 1914 verließ die Familie Freiburg. Der Vater wurde als Leutnant der Reserve zum Heer eingezogen und die Mutter zog mit den beiden Kindern zurück zu ihren Eltern nach Gotha. 1917 kam in Jena das jüngste Kind, die Schwester Edith, zur Welt. Im Mai 1918 zog die Mutter von Gotha kommend mit den Kindern nach Kronberg im Taunus in ein Haus in der Bahnhofstraße 1. Der Vater folgte, nach der Entlassung aus dem Heer, am 28. November 1918. Alfred von Martin habilitierte sich an der neu gegründeten Universität Frankfurt und übernahm dort einen Lehrauftrag. Am 1. Oktober 1923 erfolgte laut Meldeschein der Umzug nach München.
Seit Beginn der 1920er-Jahre lebte Priska von Martin in München. Im nördlichen Schwabing bewohnte die Familie ein großes, neu gebautes Haus mit Garten in der Heimstätten-Straße 8. Sie besuchte eine „Schule für höhere Töchter“ – vermutlich eines der privaten Gymnasien für Mädchen in München – bis zur Mittleren Reife. Danach absolvierte sie ein Praktikum bei einem Möbeltischler in Schwabing. 1928 oder 1931 war sie eine Weile in Paris, besuchte die private Kunstschule von Fernand Léger und nahm dort Zeichenunterricht. Sie nennt Léger in einigen biografischen Auflistungen als erste Ausbildungsstation. 1929 bewarb Priska von Martin sich auf die Kunstgewerbeschule in München. Die Verzeichnisse der Kunstgewerbeschule sind in den 1920er-Jahren lückenhaft, so dass die genauen Daten nicht mehr festzustellen sind. Sie erwähnt als ihren dortigen Lehrer, den Bildhauer Karl Killer, der von 1926 bis 1938 die Fachrichtung „religiöse Bildhauerei“ unterrichtete. Im Sommersemester 1931, hat sie sich im Matrikelbuch 4 der Akademie der Bildenden Künste München für Bildhauerei eingeschrieben. Ihr Professor war Josef Wackerle. Möglicherweise hat sie den Unterricht als nicht befriedigend empfunden, denn, zusammen mit ihrer Freundin suchte sie einen Bildhauer auf, bei dem sie Privatunterricht nehmen wollten. Die Freundinnen kontaktierten Toni Stadler, der bereits einiges Renommee als Bildhauer hatte und verschiedene Auszeichnungen und Stipendien aufweisen konnte. So war er 1934 in der Villa Massimo in Rom gewesen, und 1938/39 war er gerade aus Florenz von seinem Villa-Romana-Stipendium nach München zurückgekehrt. In dieser Zeit fand das erste Kennenlernen statt. Toni Stadler war der Sohn des bekannten Münchner Landschaftsmalers Anton von Stadler und seiner Frau Sophia Floriana Vinzentia von Miller zu Aichholz. Er besuchte die Münchner Akademie und war schon einmal für zwei Jahre verheiratet gewesen mit Hedda von Kaulbach, wodurch er der Schwager von Max Beckmann wurde. Zur Zeit ihres Kennenlernens war er Anfang Vierzig und bereits ein erfolgreicher Bildhauer. Priska von Martin bewunderte ihn. Sie sah in ihm ein Genie, an dem sie sich täglich abarbeiten musste. 1941 wurde Toni Stadler Entwurfsklassenleiter für Bildhauerei an der Städelschule in Frankfurt. Von 1942 bis 1945 war er dort Professor für Bildhauerei. 1942 heirateten die beiden in München und Priska von Martin begleitete ihren Mann als Frau Stadler nach Frankfurt. An der Städelschule besuchte sie weiterhin seinen Unterricht und wird seitdem zum Kreis seiner Schüler gezählt, zu denen Michael Croissant, Christa von Schnitzler, Leo Kornbrust, Herbert Peters, u. a. gehören. Bei der Bombardierung und fast vollständigen Zerstörung Frankfurts wurde 1943 auch die Städelschule und die private Wohnung des Paares mit allen Kunstwerken, die sich darin befanden, zerstört. Sie kamen in Rüdesheim in einer Behelfsunterkunft in einem Fachwerkhaus unter. Nach Kriegsende 1945 kündigte Toni Stadler seine Professur in Frankfurt und das Paar kehrte zurück nach München in die alte Atelierwohnung unter dem Dach in der Königinstraße 11. Die Wohnung war in schlechtem Zustand, das Geld war knapp. Toni Stadler bemühte sich um eine Professur an der Akademie in München und unterrichtete von 1946 bis 1958 dort als Professor ohne Rentenanspruch.
In der zweiten Hälfte der 1950er Jahre bezogen sie ein eigenes Haus in München-Bogenhausen, in der Bürgerstrasse 2 mit zwei unabhängigen Atelierräumen und einem von einer Mauer umgebenen Garten. Sie führten ein geselliges Leben mit vielen Gästen. Mit fortschreitenden Jahren litt Priska von Martin unter gravierenden Beschwerden. In den 1970er Jahren wurde eine fortschreitende schmerzhafte Muskelerkrankung bei ihr diagnostiziert, die unweigerlich zum Verlust des selbständigen Lebens führte. Ihr 24 Jahre älterer Mann erkrankte an Demenz. Er wurde zunehmend abhängig von ihr. Die Bewältigung des Alltags war beschwerlich, von Schmerzen geprägt und ohne die Unterstützung von Pflegepersonen sehr belastend.
Priska von Martins letzte Ausstellung in der Galerie Biedermann in München anlässlich des 70. Geburtstags und der dafür erarbeitete Katalog wurden zu einem letzten Höhepunkt und zugleich ihrem Vermächtnis. Alles war genau geplant. Es fand eine Geburtstags- und zugleich Abschiedsfeier von Freunden und ihr nahe stehenden Menschen statt. Am 4. März wurde die Ausstellung eröffnet und eine Woche später, am 11. März 1982 schied Priska von Martin durch Suizid im Badezimmer des Wohnhauses Bürgerstraße 2 aus dem Leben. Sie wurde auf dem Münchener Waldfriedhof, Alter Teil, Sektion 40-W-41 beerdigt. Ihr Ehemann Toni Stadler verstarb am 5. April 1982.

## Werke
Ihre künstlerische Arbeit untergliederte Priska von Martin selbst in verschiedene Abschnitte:
- 1929–1935 Anfänge
- 1953–1958 Mittlere Zeit
- 1958–1960 Endphase der Mittleren Zeit
- 1960–1963 Abstrakte Zeit
- 1968–1971 Die Roten Mädchen und No No San
- 1972–1982 Neuanfänge

## Ausstellungen
- 1946 Gruppenausstellung, Exposition contemporaine, Galerie Wimmer & Co, München
- 1947 Gruppenausstellung, Bavarian Art of Today, Bayrisches Nationalmuseum, Neue Sammlung, München
- 1950 Gruppenausstellung, Werke Europäischer Plastik, Haus der Kunst, München
- 1951 Gruppenausstellung, deutsche Bildhauer der Gegenwart, Kestner-Gesellschaft, Hannover
- 1955 Gruppenausstellung, deutsche Bildhauer, Städtisches Museum Wuppertal
- 1957 Gruppenausstellung, 4e Biennale voor Beeldhouwkunst, Middelheim-Antwerpen
- 1958 Gruppenausstellung, Münchner Kunst 1958, Kunstverein München
- 1958 Gruppenausstellung, Die Galerie und ihre Künstler, Galerie Günther Franke, München
- 1958 Gruppenausstellung, Kunsthalle Mannheim (12.9.-12.10)
- 1959 Einzelausstellung (zusammen mit Max Kaus), Karl-Ernst-Osthaus-Museum, Hagen
- 1959 Einzelausstellung, Galerie Dr. Ernst Hauswedell, Hamburg
- 1959 Einzelausstellung, Städtische Sammlungen, Landolinshaus, Esslingen
- 1959 Gruppenausstellung, 5e Biennale voor Beeldhouwkunst, Middelheim-Antwerpen
- 1960 Einzelausstellung, Folkwang Museum Essen
- 1960 Gruppenausstellung, Arte Alemán desde 1945, Museu de Arte Moderna do Rio de Janeiro, Rio de Janeiro
- 1962 Einzelausstellung, Frankfurter Kunstkabinett Hanna Bekker vom Rath, Frankfurt (zusammen mit Ida Kerkovius)
- 1962 Einzelausstellung, Farbenfabrik Bayer, Kulturzentrum, Leverkusen (zusammen mit Carl Heinz Kliemann)
- 1962 Gruppenausstellung, Arte actual alemán (Wanderausstellung), Bogota, Montevideo, Santiago de Chile, Buenos Aires
- 1963 Gruppenausstellung, Creatura - Tierplastik im 20. Jahrhundert, Museum am Ostwall, Dortmund
- 1963 Gruppenausstellung, VIIIe Exposition, Le Club International Feminin, Musée d’art moderne de la ville de Paris
- 1964 Einzelausstellung, (Palette) org. Rudolf Riester / Stadthalle Freiburg (mit Arthur Fauser)
- 1964 Einzelausstellung, Galerie Stangl, München
- 1966 Gruppenausstellung, Plastik Südwest, Staatliche Kunsthalle, Baden-Baden
- 1970 Gruppenausstellung, Prisma 70, Städtische Kunstsammlungen, Bonn
- 1971 Einzelausstellung, Galerie Günther Franke, München
- 1977 Einzelausstellung, Galerie Dr. Magret Biedermann, München
- 1977 Einzelausstellung, Galerie Roedel-Neubert, Mannheim
- 1981 Einzelausstellung, Galerie Dr. Magret Biedermann, München
- 1983 Gruppenausstellung, Neuerwerbungen moderner Kunst der letzten zehn Jahre, Augustinermuseum, Freiburg
- 1984 Gruppenausstellung, Neuerwerbungen moderner Graphik, Augustinermuseum, Freiburg
- 1985 Gruppenausstellung, Animalia 85. Tierplastik des 20. Jahrhunderts, Allwetterzoo, Münster
- 1985 Gruppenausstellung Figurative Plastik in Deutschland nach 1945, Wilhelm Lehmbruck Museum, Duisburg
- 2011 Gruppenausstellung, Museum Lothar Fischer, Neumarkt in der Oberpfalz
- 2012 Gruppenausstellung Galerie Biedermann, Galerie Thomas, München
- 2012 Gruppenausstellung, von vorne anzufangen, Museum für Neue Kunst, Freiburg
- 2015 Gruppenausstellung, 30+30 retrospektiv, Museum für Neue Kunst, Freiburg
- 2016 Gruppenausstellung, Revision. Skulptur aus der Sammlung. Zugänge von 1925 bis 2013, Museum für Neue Kunst, Freiburg
- 2018 Gruppenausstellung, was war Europa, Kunsthaus Dahlem, Berlin
- 2019 Gruppenausstellung, Bildhauerinnen in Deutschland, Museen Böttcherstraße, Gerhard-Marcks-Haus Bremen und Städtische Museen Heilbronn
- 2020 Einzelausstellung, Priska von Martin, Museum für Neue Kunst, Freiburg

## Auszeichnungen
- 1958 Förderpreis für Bildende Kunst der Landeshauptstadt München
- 1963 Medaille der Stadt Paris